# Miquel Agramont
Miquel Agramont (1756-1824), fill de Jacint Agramont i Anna Roca, fou sotsxantre contralt de la catedral de Girona el 1797. Arran del traspàs de Damià Pastaller, va obtenir, el 1798, el benefici de Santa Caterina de la basílica de Castelló d'Empúries, aplicat a la veu de Baix i a la Viola.